# Ammochloa
Ammochloa Boiss., 1854 è un genere di piante angiosperme monocotiledoni appartenente alla famiglia delle Poaceae (o Gramineae, nom. cons.). È l'unico genere della sottotribù Ammochloinae Tzvelev, 1976.

## Etimologia
Il nome del genere deriva da due parole greche: ammos (= sabbia) e chloa  (= erba); un'erba che cresce sulla sabbia.
Il nome scientifico del genere è stato definito dal botanico svizzero Pierre Edmond Boissier (Ginevra, 25 maggio 1810 – Valeyres-sous-Rances, 25 settembre 1875) nella pubblicazione "Diagnoses Plantarum Orientalium novarum. Lipsiae" (Diagn. Pl. Orient. ser. 1, 13: 51) del 1854. Il nome scientifico della sottotribù è stato definito dal botanico contemporaneo Nikolai Nikolaievich Tzvelev (1925 - 2015) nella pubblicazione "Zlaki SSSR" (Zlaki SSSR 535) del 1976.

## Descrizione

### Portamento
Il portamento delle specie di questo gruppo in genere è cespuglioso e minuto (16 – 25 cm di altezza) con cicli biologici annuali. I culmi, cavi a sezione più o meno rotonda, hanno un portamento genicolato-ascendente o decombente. In queste piante non sono presenti i micropeli.

### Foglie
Le foglie lungo il culmo sono disposte in modo alterno, sono distiche e si originano dai vari nodi. Sono composte da una guaina, una ligula e una lamina. Le venature sono parallelinervie. Non sono presenti i pseudopiccioli e, nell'epidermide delle foglia, le papille.
- Guaina: la guaina è abbracciante il fusto e in genere è priva di auricole. In alcune specie le guaine fogliari formano una specie di involucro (spatola) attorno all'infiorescenza.
- Ligula: la ligula è membranosa e a volte è cigliata.
- Lamina: la lamina ha delle forme generalmente lineari con margini cartilaginei.

### Infiorescenza

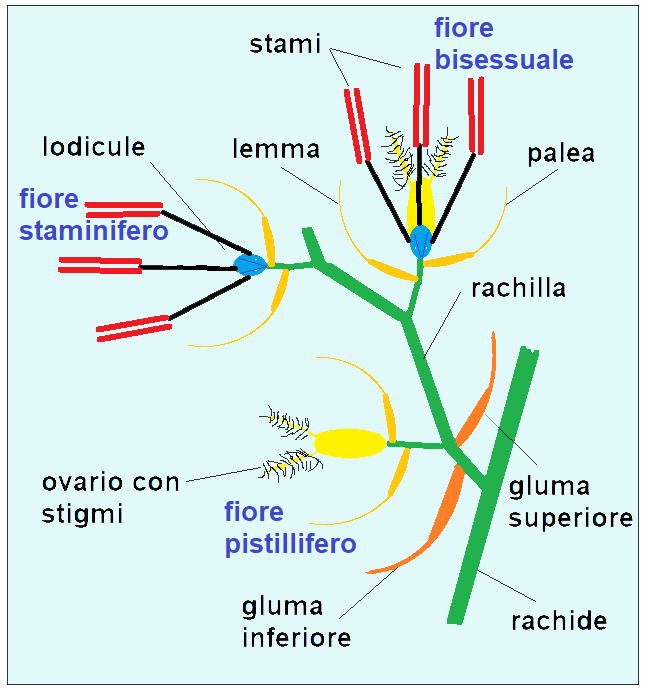
Spighetta generica con tre fiori diversi

- Infiorescenza principale (sinfiorescenza o semplicemente spiga): le infiorescenze, capitate, sono formate da alcune spighette ed hanno la forma di una pannocchia. La fillotassi dell'inflorescenza inizialmente è a due livelli, anche se le successive ramificazioni la fa apparire a spirale. Alla fruttificazione i rami alla base sono persistenti e formano un becco.
- Infiorescenza secondaria (o spighetta): le spighette, con peduncolo oblunghi (o sessili quelle fertili), compresse lateralmente, sottese da due brattee distiche e strettamente sovrapposte chiamate glume (inferiore e superiore), sono formate da 4 a 14 fiori. Possono essere presenti dei fiori sterili; in questo caso sono in posizione distale rispetto a quelli fertili. Alla base di ogni fiore sono presenti due brattee: la palea e il lemma. La disarticolazione avviene con la rottura della rachilla sotto ogni fiore fertile. La rachilla (sterile) si estende oltre i fiori. In A. pungens le spighette prossimali (1 o 2) sono sterili. Lunghezza delle spighette: 5 – 15 mm.

- Glume: le glume, persistenti, carenate e con apici mucronati da ottusi a acuti, sono più corte dei fiori; possono avere una ala asimmetrica sulla carena.
- Palea: la palea è un profillo con due venature; può essere cigliata.
- Lemma: il lemma, con margini ampi, apice mucronato intero o con due denti, a volte è pubescente.

### Fiori
I fiori fertili sono attinomorfi formati da 3 verticilli: perianzio ridotto, androceo  e gineceo.
- Formula fiorale:

*, P 2, A (1-)3(-6), G (2–3) supero, cariosside.
- Il perianzio è ridotto (non sono presenti le ledicule).

- L'androceo è composto da 3 stami ognuno con un breve filamento libero, una antera sagittata e due teche. Le antere sono basifisse con deiscenza laterale. Il polline è monoporato.

- Il gineceo è composto da 3-(2) carpelli connati formanti un ovario supero. L'ovario, glabro, ha un solo loculo con un solo ovulo subapicale (o quasi basale). L'ovulo è anfitropo e semianatropo e tenuinucellato o crassinucellato. Lo stilo, breve, è unico con due stigmi papillosi e distinti.

### Frutti
I frutti sono del tipo cariosside, ossia sono dei piccoli chicchi indeiscenti, con forme ovoidali, nei quali il pericarpo è formato da una sottile parete che circonda il singolo seme. In particolare il pericarpo è fuso al seme ed è aderente. L'endocarpo non è indurito e l'ilo è puntiforme. L'embrione è piccolo e provvisto di epiblasto ha un solo cotiledone altamente modificato (scutello senza fessura) in posizione laterale. I margini embrionali della foglia non si sovrappongono.

## Biologia
Come gran parte delle Poaceae, le specie di questo genere si riproducono per impollinazione anemogama. Gli stigmi più o meno piumosi sono una caratteristica importante per catturare meglio il polline aereo. 
La dispersione dei semi avviene inizialmente a opera del vento (dispersione anemocora) e una volta giunti a terra grazie all'azione di insetti come le formiche (mirmecoria).

## Distribuzione e habitat
La distribuzione delle specie di questo genere è mediterranea.

## Tassonomia
La famiglia delle Poacee comprende circa 800 generi e oltre 9.000 specie. È una delle famiglie più numerose e più importanti del gruppo delle monocotiledoni. La famiglia è suddivisa in 12 sottofamiglie, la sottotribù Ammochloinae fa parte della sottofamiglia Pooideae, tribù Poeae.

### Specie
Il genere comprende le seguenti specie:
- Ammochloa involucrata Murb., 1900 - Distribuzione: Marocco
- Ammochloa palaestina Boiss., 1854 - Distribuzione: Spagna, Transcaucasia meridionale, Anatolia, Asia mediterranea e Africa mediterranea.
- Ammochloa pungens (Schreb.) Boiss., 1854 - Distribuzione: Magreb

### Filogenesi
La sottotribù Ammochloinae, più precisamente, fa parte della tribù Poeae R.Br., 1814 (quest'ultima è compresa nella supertribù Poodae L. Liu, 1980). La tribù Poeae (formata da diverse sottotribù suddivise in alcune supersottotribù) è l'ultimo nodo della sottofamiglia Pooideae ad essersi evoluto (gli altri precedenti sono la tribù Brachyelytreae, e le supertribù Nardodae, Melicodae, Stipodae e Triticodae).
La sottotribù Ammochloinae appartiene al gruppo con le sequenze dei plastidi di tipo "Poeae" (definito "Poeae chloroplast groups 2 ") ed è circoscritta nella supersottotribù Loliodinae Soreng, 2017 comprendente anche le sottotribù Loliinae, Cynosurinae, Dactylidinae e Parapholiinae. All'interno della supersottotribù la sottotribù di questa voce forma un "gruppo fratello" con la sottotribù Dactylidinae. Insieme costituiscono un clade denominato "AD" definito in base alle analisi del DNA dei plastidi e caratterizzato morfologicamente dalle spighette disposte in densi gruppi. Ulteriori studi sono necessari per avere informazioni più dettagliate e precise.
Le seguenti sinapomorfie sono relative a tutta la sottofamiglia (Pooideae):
- la fillotassi dell'inflorescenza inizialmente è a due livelli;
- le spighette sono compresse lateralmente;
- i margini embrionali della foglia non si sovrappongono;
- l'embrione è privo della fessura scutellare.

Le sinapomorfie relative alla tribù Poeae sono:
- l'ilo è puntiforme;
- dei lipidi (grassi) sono presenti nell'endosperma;
- le lodicule sono prive di ciglia;
- l'ovario è glabro.

Per la sottotribù Ammochloinae è descritta la seguente sinapomorfia: alla fruttificazione i rami alla base dell'infiorescenza sono persistenti e formano un becco.